# Roger Cerdà i Boluda
Roger Cerdà i Boluda (Játiva, 12 de julio de 1979) es un político español, alcalde de Játiva (Valencia).

## Biografía
Nacido en Játiva el 12 de julio de 1979, Cerdà cursó estudios de Farmacia, a la vez que iniciaba su andadura como edil socialista en el consistorio de Játiva. Tras más de 10 años como concejal, y tres como portavoz del grupo socialista consiguió llegar a la alcaldía de Játiva en las elecciones de 2015,
Es hermano del escritor y profesor Ximo Cerdà.